# Johann Heinrich Sternberg
Johann Heinrich Sternberg (* 15. September 1774 in Goslar; † 19. Juli 1809 in Kassel), Arzt, Leiter des Elisabethen-Hospitals in Marburg, zugleich Professor der Medizin mit Lehrauftrag für Pathologie und Therapie an der Philipps-Universität Marburg – und einer der Anführer des Marburger Aufstandes vom 24. Juni 1809.

## Leben
Sternberg wuchs als eines von zwei Kindern in Goslar auf. Der Vater Christoph Daniel Sternberg, Arzt (Stadtphysicus) von Goslar starb, als Johann Heinrich zwölf Jahre alt war. Nach dem Medizin-Studium in Göttingen (1793–1796) wurde er Stadtphysicus in Elbingerode im Harz, 1800 in Goslar. 1804 folgte er dem Ruf an die Philipps-Universität Marburg und übernahm die Stelle des verstorbenen Professors Ernst Gottfried Baldinger am Institut für Pathologie und Therapie. Kurz zuvor heiratete er in Goslar noch Charlotte Siemens, die Tochter des Bürgermeisters Johann Siemens.
Wegen seiner Verwicklungen in den misslungenen Marburger Aufstand gegen die napoleonische Fremdherrschaft wurde er 1809 in Kassel standrechtlich erschossen.